# Данилкино (Саратовская область)
Дани́лкино — село в Балашовском районе Саратовской области. Входит в состав Терновского муниципального образования.

## География
Село находится на западе района и области, на берегу левого притока реки Сухая Елань, на расстоянии 28 км к юго-западу от города Балашов, административного центра района. Абсолютная высота — 164 м над уровнем моря.

### Часовой пояс
Село Данилкино, как и вся Саратовская область, находится в часовой зоне МСК+1. Смещение применяемого времени относительно UTC составляет +4:00.

## Население
| 2002 | 2010 |
| ---- | ---- |
| 828  | ↘648 |

## Улицы
| - ул. Ленина, - ул. Молодёжная, - ул. Пролетарская, | - ул. Ревякина, - ул. Сельская, - ул. Советская. |

## Инфраструктура
В селе действует отделение Почты России.

## Известные уроженцы
- Андреев, Григорий Петрович (1908—1981) — советский сотрудник органов госбезопасности, полковник.